# Электровоз серии 21 бельгийских железных дорог
Электровоз серии 21 бельгийских железных дорог — электровоз постоянного тока (3000 вольт). В эксплуатации с 1984 года. Всего было построено 60 локомотивов этого типа.
Электровозы 21-й серии водят как грузовые, так и пассажирские поезда.
Электровозы 21-й серии могут работать по системе многих единиц, а также при управлении из головного вагона.

## История
В связи с продолжающейся электрификацией сети бельгийских железных дорог, в начале восьмидесятых годов Национальное общество бельгийских железных дорог приняло решение о расширении парка электровозов.
Электровозы новой серии (получившей обозначение 21) фактически являлись малоизменённой модификацией электровозов 27-й серии. Как конструкция, так и внешний вид электровозов 21-й и 27-й серий практически идентичны. Электровозы 21-й серии строились бельгийской фирмой La Brugeoise et Nivelles из Брюгге, двигатели поставляла другая бельгийская фирма, ACEC (Ateliers de Construction Électrique de Charleroi) из Шарлеруа.
Первая партия из тридцати электровозов 21-й серии (№№ 2101—2130) была передана в депо Брюссель-Южный в ноябре 1984 — октябре 1985 годов. Через год эти тридцать локомотивов были переданы в депо Мерелбеке (под Гентом), однако спустя всего полгода они опять вернулись в Брюссель после того, как депо Мерелбеке начали поступать электровзы 21-й серии, относящиеся ко второй партии (30 локомотивов, №№ 2131—2160). Последний электровоз 21-й серии был передан в эксплуатацию в 1988 году.
Позднее на базе электровоза 21-й серии были созданы электровозы 11-й серии и 12-й серии.

## Основные характеристики
- Осевая формула — 2о-2о
- Длина между буферами — 18650 мм
- Расстояние между точками подвески тележек — 9000 мм
- База тележек — 2900 мм
- Диаметр колёс — 1250 мм
- Первичная подвеска — тип SLM Winterhur
- Вторичная подвеска — тип Flexicoil
- Часовая мощность — 3310 кВт
- Постоянная мощность — 3140 кВт
- Тип двигателя — LE622S
- Тип подвески — эластичная, на трёх точках
- Тип передачи — BBC Federantrieb
- Передаточное отношение — 3,742
- Система управления — на тиристорах
- Максимальная скорость — 160 км/ч
- Масса — 84 тонны

## Окраска
Как и большинство электровозов бельгийских железных дорог, электровозы 21-й серии раскрашиваются в синий и цвет с жёлтыми полосами.

## Интересные факты
В ходе празднования 150-летия бельгийских железных дорог, 6 мая 1985 года, была организована поездка короля Бельгии на поезде. В роли королевского поезда выступал ретро-состав из паровоза типа 12 и вагонов типа L. Однако поезд под паровой тягой не мог проехать через тоннель, проходящий под центром Брюсселя. Поэтому на этом участке королевский поезд вёл современный электровоз, а именно № 2118.